# Mauro Gianetti
Mauro Gianetti (Lugano, 16 marzo 1964) è un dirigente sportivo ed ex ciclista su strada svizzero.
Professionista dal 1986 al 2002, fu medaglia d'argento ai campionati del mondo 1996 a Lugano. Dal 2017 è Team principal e CEO dell'UAE Team Emirates.
È padre di Noè Gianetti, nato nel 1989 e anch'egli ciclista professionista dal 2010 al 2012.

## Carriera
Dopo gli studi commerciali e alcune stagioni tra juniores e dilettanti, dal 1986 al 2002 si è dedicato al ciclismo professionistico: in diciassette anni di carriera ha ottenuto trenta vittorie, tra le quali quelle all'Amstel Gold Race e alla Liegi-Bastogne-Liegi nel 1995, unitamente al terzo posto nella classifica generale della Coppa del mondo, alla Milano-Torino 1990 e alla Japan Cup 1996, oltre a due vittorie nella Coppa del mondo a squadre.
Con la maglia della Nazionale svizzera si è classificato secondo ai campionati mondiali di Lugano nel 1996, battuto in una volata a due da Johan Museeuw. Si è piazzato anche in altri campionati del mondo: quarto a Duitama 1995 (Colombia), quinto a Ronse 1988 (Belgio), dodicesimo a San Sebastián 1997 (Spagna).
Nel 2003, dopo il ritiro dalle corse, è diventato team manager della Vini Caldirola-Saunier Duval e nel 2004 ha formato un proprio team, la Saunier Duval-Prodir, rinominato poi in Scott, Fuji, Footon e infine, nel 2011, Geox-TMC. Tra le vittorie ottenute come general manager spiccano diverse tappe nelle più grandi corse a tappe (Tour de France e Giro d'Italia) e la vittoria nella classifica generale della Vuelta a España 2011 con Juan José Cobo (poi revocata), oltre alla classifica a squadre della corsa. Sempre nel 2003 è stato membro del comitato organizzatore del campionato mondiale di MTB di Lugano Rivera.
Nel 2017, dopo il ritiro dell'allora sponsor Lampre, ha mediato i contatti con nuovi sponsor degli Emirati Arabi Uniti ed è diventato il team principal e CEO della rinnovata UAE Team Emirates, formazione iscritta all'UCI World Tour.

## Palmarès
- 1986

Gran Premio di Lugano
- 1988

Classifica generale Tour of Britain
- 1989

Nordwest-Schweizer-Rundfahrt
4ª tappa Tour of Britain (Birmingham > Cardiff)
- 1990

Coppa Placci
Milano-Torino
- 1995

Amstel Gold Race
Liegi-Bastogne-Liegi
- 1996

Klasika Primavera
2ª tappa Critérium International (Mazamet > Pic de Nore)
Japan Cup
- 1997

Parigi-Camembert
Polymultipliée de l'Hautil
- 1999

Trofeo Melinda
Wartenberg-Rundfahrt
- 2000

3ª tappa Tour of Japan (Shuzenji > Shuzenji)
Classifica generale Tour of Japan

### Altri successi
- 1994

Chur-Arosa (Corsa in salita)
Elgg (Criterium)
- 1996

Chur-Arosa (Corsa in salita)
Elgg (Criterium)
- 2001

Bremgarten (Criterium)
- 2002

Gianetti Day (Criterium)

## Piazzamenti

### Grandi Giri
- Giro d'Italia

1992: 70º
1996: non partito (19ª tappa)
- Tour de France

1989: 115º
1990: 61º
1991: 98º
1992: fuori tempo (13ª tappa)
1997: ritirato (16ª tappa)
- Vuelta a España

1995: 17º
1996: 13º
2001: ritirato (18ª tappa)

### Classiche monumento
- Milano-Sanremo

1986: 110º
1987: 48º
1989: 54º
1991: 29º
1992: 23º
1996: 37º
1997: 19º
1998: 95º
1999: 58º
2000: 37º
2001: 64º
- Giro delle Fiandre

1989: 56º
1990: 36º
1991: 80º
1992: 89º
- Parigi-Roubaix

1989: 44º
- Liegi-Bastogne-Liegi

1988: 44º
1989: 25º
1990: 40º
1991: 26º
1992: 48º
1995: vincitore
1996: 3º
1997: 10º
1998: 8º
1999: 33º
2000: 6º
2001: 68º
2002: 42º
- Giro di Lombardia

1986: 26º
1988: 11º
1989: 17º
1990: 49º
1991: 23º
1992: 34º
1994: 9º
1995: 11º
1996: 8º
1997: 28º
1998: 23º
1999: 18º
2000: 22º
2001: 17º
2002: 68º

### Competizioni mondiali
- Campionati del mondo

Ronse 1988 - In linea: 5º
Chambéry 1989 - In linea: 33º
Utsunomiya 1990 - In linea: ritirato
Stoccarda 1991 - In linea: 40º
Oslo 1993 - In linea: ritirato
Agrigento 1994 - In linea: ritirato
Duitama 1995 - In linea: 4º
Lugano 1996 - In linea: 2º
San Sebastián 1997 - In linea: 12º
Valkenburg 1998 - In linea: 35º
Verona 1999 - In linea: 27º
Plouay 2000 - In linea: 21º
Lisbona 2001 - In linea: 50º
Zolder 2002 - In linea: 67º
- Giochi olimpici

Sydney 2000 - In linea: 54º

## Riconoscimenti
- Premio speciale del Velo Club Mendrisio nel 1995 e 1996